# Casa Lentati
Casa Lentati è un edificio storico di Milano situato in via Telesio al civico 2.

## Storia e descrizione
Il palazzo fu realizzato tra il 1934 ed il 1936 su progetto di Piero Portaluppi. Il palazzo fu realizzato su un lotto triangolare cosicché il Portaluppi diede alle due facciate laterali una struttura differente rispetto alla facciata d'angolo: le facciate su via Telesio e via Ariosto sono decorate al pian terreno con cemento decorativo e al piano superiore con semplice stucco, con finestre con semplici cornici; mentre il portale d'ingresso ed alcune finestre presentano una spessa cornice, tipica firma dell'architetto, in marmi arabescati. La facciata d'angolo è invece ricoperta in travertino, con balconi decorati con semplice trame e finestre angolari, altra firma dell'architetto.

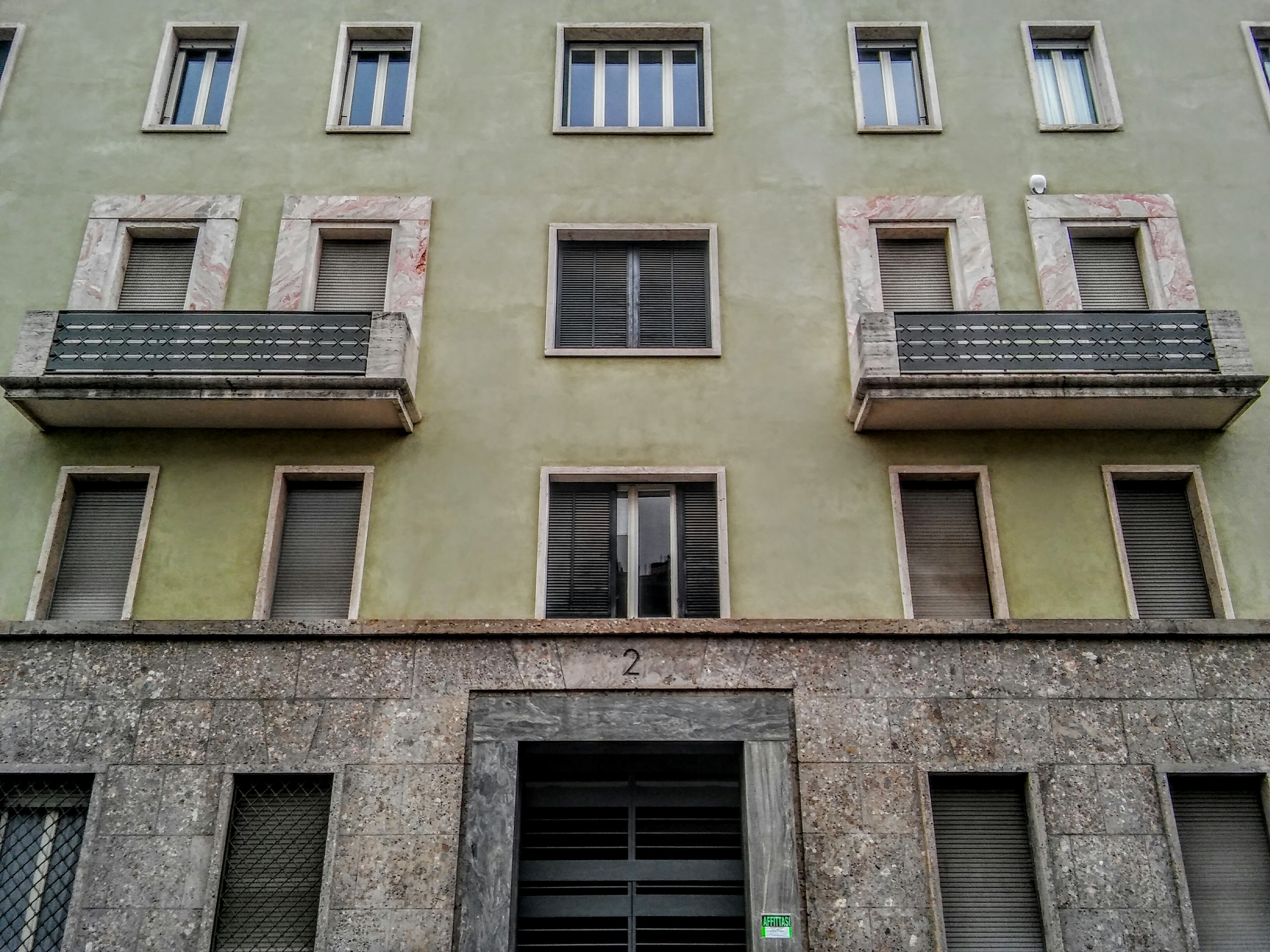
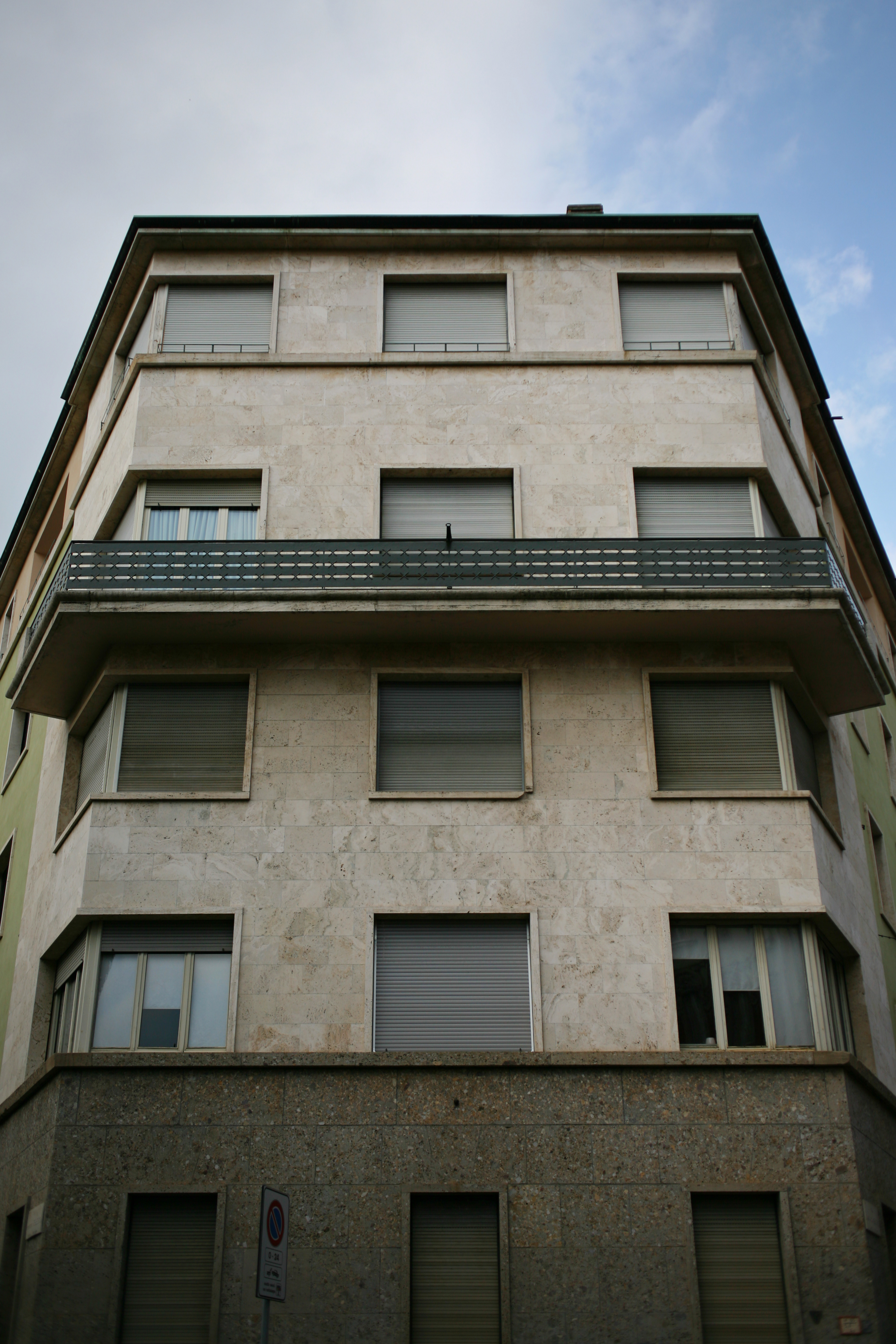
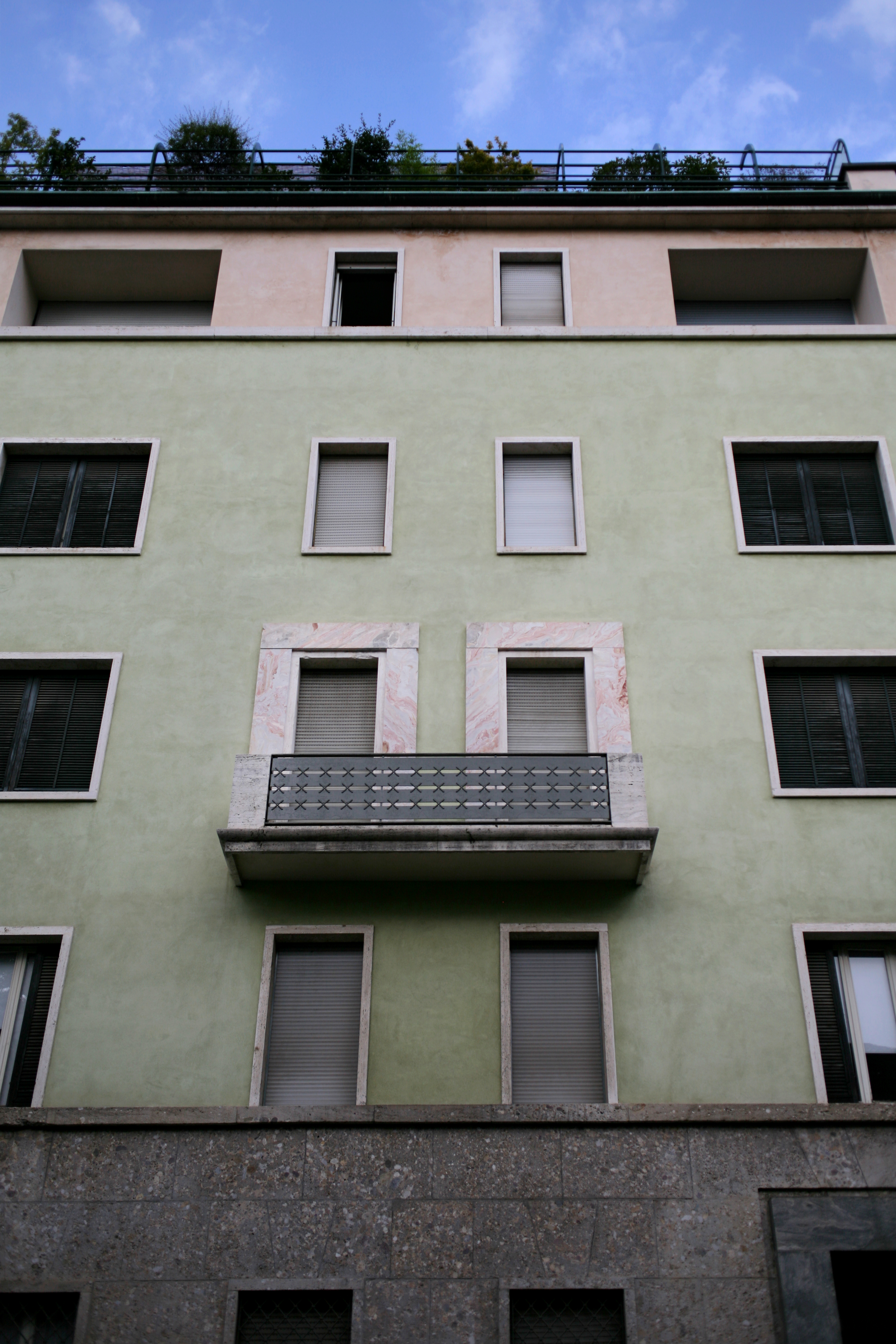